# تجريد الاعتقاد
تجريد الاعتقاد أو تجريد الكلام في تحرير عقائد الإسلام هو كتاب من الكتب الكلامية عند الشيعة الإمامية، وهو من تأليف العالم الشيعي المعروف نصير الدين الطوسي المولود سنة 597 هـ / 1201 م، ويعد التجريد من أشهر الكتب وأبرزها في هذا المجال في العالم الإسلامي إذ اندفع علماء المسلمين باختلاف مذاهبهم نحو كتابة الشروح والحواشي والتعليقات على هذا الكتاب، ولا زال يدرس هذا الكتاب في المدارس الشيعية
ويموضوع الكتاب يتمحور حول إثبات عقائد الإمامية عن طريق المنهج الفلسفي.
ذُكر فيه بالإضافة إلى مسألة إثبات وجود الله تعالى وصفاته، مجموعة من المفاهيم، وهي عبارة عن: عالمية بعثة رسول الله محمد ، والإعجاز القرآني‌، وعدم صلاحية غير الإمام علي للخلافة بعد رسول الله، و‌أفضليته  على الآخرين، وعصمة الأئمة، والمعاد الجسماني.
قال مؤلف موسوعة الذريعة إلى تصانيف الشيعة آغا بزرگ الطهراني حول التجريد: «هو أجل كتاب في تحرير عقايد الإمامية»، وقال: «أثنى عليه عامة العلماء ومدحه كافة شراحه واعتنى بشرحه العامة والخاصة».

## هيكلة الكتاب
- المقصد الأول في الأمور العامة وفيه 3 فصول : في الوجود والعدم، وفي الماهية ولواحقها، وفي العلة والمعلول.
- المقصد الثاني في الجواهر والأعراض وفيه 5 فصول: في الجواهر، وفي الأجسام، وفي بقية أحكام الأجسام، وفي الجواهر المجردة، وفي الأعراض.
- المقصد الثالث في إثبات الصانع وصفاته وآثاره وفيه 3 فصول: في وجوده تعالى، وفي صفاته تعالى، وفي أفعاله تعالى.
- المقصد الرابع في النبوة وفيه 10 فصول: بعثة الأنبياء، وجوب البعثة، وصفات النبي‌، والمعجزات‌، والكرامات‌، وعمومية البعثة، ونبوة الرسول الأعظم، وإعجاز القرآن الكريم‌، والنسخ‌، وعمومية نبوة الرسول الأعظم.
- المقصد الخامس في الإمامة وفيه 12 فصلا: وجوب نصب الإمام‌، وعصمة الإمام، و‌أفضلية الإمام‌، وجوب النص على الإمام‌، وإمامة الإمام علي بن أبي طالب، وعدم صلاحية غير علي بن ابي طالب للإمامة، وأبو بكر بن أبي قحافة، وعمر بن الخطاب‌، وعثمان بن عفان‌، وأمير المؤمنين علي بن أبي طالب عليه السلام‌، والأئمة الإثني عشر، ومن خالف عليا أو حاربه‌.
- في المعاد وفيه 11 فصلا، ومنها: إمكان خلق عالم آخر، وصحة العدم على العالم‌، وقوع العدم وكيفيته‌، والمعاد الجسماني‌، والثواب والعقاب‌، وصفات الثواب والعقاب‌، والإحباط، وانقطاع عذاب صاحب الكبائر، والعفو الإلهي‌، والشفاعة، التوبة.

## شروح
- كشف المراد في شرح تجريد الاعتقاد للحسن ابن المطهّر الحلّي المشهور بالعلّامة، وهو تلميذ الطوسي، وشرحه هذا أول شرح على الكتاب.[4]
- تعريد الاعتماد في شرح تجريد الاعتقاد لشمس الدين محمد الإسفرائني البيهقي.
- تسديد القواعد في شرح تجريد العقائد لشمس الدين محمود بن عبد الرحمن بن أحمد الإصفهاني، وهو من علماء أهل السنّة، ويُشتهر هذا الشرح باسم الشرح القديم.
- شرح التجريد لعلاء الدين القوشچي، وهو من علماء السنّة، ويُشتهر شرحه هذا باسم الشرح الجديد.
- شوارق الإلهام في شرح تجريد الكلام للفيلسوف والمتكلّم الشيعي عبد الرزاق الفيّاض اللاهيجي من أهل الحقبة الصفوية.[5]
- البراهين القاطعة في شرح تجريد العقائد الساطعة للفقيه الشيعي جعفر شريعتمدار الأسترآبادي المتوفّى سنة 1263 هـ / 1847 م.[6]
- القول السديد في شرح التجريد للمرجع الشيعي المعاصر محمد الحسيني الشيرازي المتوفّى سنة 1422 هـ / 2001 م.[7][8]